# Associação de Futebol de Gana
A Associação de Futebol de Gana (em inglês: Ghana Football Association, GFA) é o órgão dirigente do futebol em Gana. Ela é filiada à FIFA, CAF e à WAFU. Fundada em 1957, organiza a Seleção Ganesa de Futebol Masculino, a Seleção Ganesa de Futebol Feminino, o Campeonato Ganês de Futebol e a Copa da Gana de Futebol. A sede deste órgão está localizada em Acra.

## Presidentes
- Ohene Djan 1957–60
- H. P. Nyametei 1960–66
- Nana Fredua Mensah 1966–70
- Henry Djaba 1970–72
- Maj. Gen. R. E. A. Kotei 1972–73
- Col. Brew-Graves 1973–75
- George Lamptey 1975–77
- Maj. D. O. Asiamah 1977–79
- I. R. Aboagye 1979
- Samuel Okyere 1979–80
- S. K. Mainoo 1980–82
- Zac Bentum 1982–83
- L. Ackah-Yensu 1983–84
- L. T. K. Caesar 1984
- E. O. Teye 1984–86
- Samuel Okyere 1986–90
- Awuah Nyamekye 1990–92
- Joe Lartey 1992–93
- Samuel Brew-Butler 1993–97
- Alhaji M. N. D. Jawula 1997–2001
- Ben Koufie 2001–03
- Dr. N. Nyaho-Tamakloe 2004–05
- Kwesi Nyantakyi 2005–2018
- Kurt Okraku 2019–presente